# 克利夫頓 (亞利桑那州)

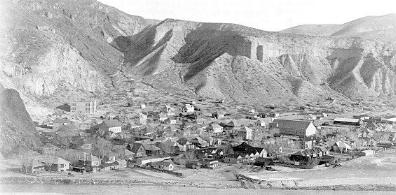
1903年的克利夫頓

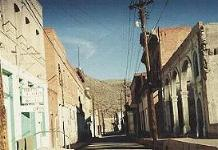
克利夫頓老城

克利夫頓（英語：Clifton）是美国亞利桑那州格林利縣县内的一座城鎮。根据2006年人口调查局的估计该城有2,265名居民。它是格林利縣的县府。1983年这里是亚利桑那铜矿罢工的发生地之一。

## 地理
克利夫頓的地理位置为33°2′26″N 109°18′3″W / 33.04056°N 109.30083°W。
据美国人口调查局的数据克利夫頓总面积为38.8平方公里，其中38.5平方公里陆地面积，0.3平方公里水面面积（占总面积0.80%）。

## 人口
据2000年的人口普查克利夫頓有2,596名居民，分919户、685个家庭。鎮内人口密度为67.5人每平方公里。鎮内居民中67.10%是白人、0.96%是美国黑人、2.27%是美洲土著人、0.04%是亚洲人、26.73%是其他人种。2.89%是混血儿，55.86%是西班牙裔或拉丁美洲裔。
在鎮内的919户中有41.3%的户内有18岁以下的未成年人、57.3%是结婚夫妇、10.4%是独身带养儿女的妇女、25.4%不是家庭、22.2%是单身汉、8.2%有65岁以上的老年人。平均每户2.8人，每个家庭的平均大小为3.27人。
鎮内32.3%的居民在18岁以下、7.7%在18至24岁之间、29.8%在25至44岁之间、19.3%在45至64岁之间、10.9%在65岁以上。居民的平均年龄为32岁。女比男的性别比为100：109.7。18岁以上的人的性别比为100：105.0。
鎮内每户的平均年收入为39,786美元，每个家庭的平均年收入为41,820美元。男子的平均年收入为39,813美元，女子的平均年收入为19,485美元。鎮内人均年收入为15,313美元。8.1%的家庭和11.5%的居民生活在贫困线以下，其中包括12.4%的未成年人和10.3%的老年人。